# Suffering Bastard
Il Suffering Bastard è un cocktail a base di cognac e gin. Dal 2020 fa parte della lista dei cocktail ufficialmente riconosciuti dall'IBA.

## Storia
Il Suffering Bastard nasce nel 1942 al Cairo da un'idea di Joe Scialom, ex chimico che aveva appena iniziato a lavorare come barman all'Hotel Shepheard's. 
L'hotel era frequentato principalmente dagli ufficiali britannici, i quali si lamentavano spesso dei postumi dell'ubriachezza. Scialom servì loro un drink a base di bourbon (successivamente sostituito dal cognac) e gin per curare questi sintomi.

## Composizione
- 3,0 cl di cognac
- 3,0 cl di gin
- 1,5 cl di succo di lime
- 2 gocce di angostura bitter
- top di ginger beer

## Preparazione
Versare il cognac, il gin, il succo di lime e l'angostura all'interno di uno shaker con alcuni cubetti di ghiaccio. Agitare vigorosamente e filtrare con uno strainer all'interno di un bicchiere collins. Aggiungere la ginger beer e decorare con foglie di menta e una fettina d'arancia (opzionale).